# Chiesa di Santa Maria Assunta (Diano Castello)
La chiesa di Santa Maria Assunta è un luogo di culto cattolico situato nel comune di Diano Castello, tra via delle Torri e piazza Giudice, in provincia di Imperia.

## Storia e descrizione

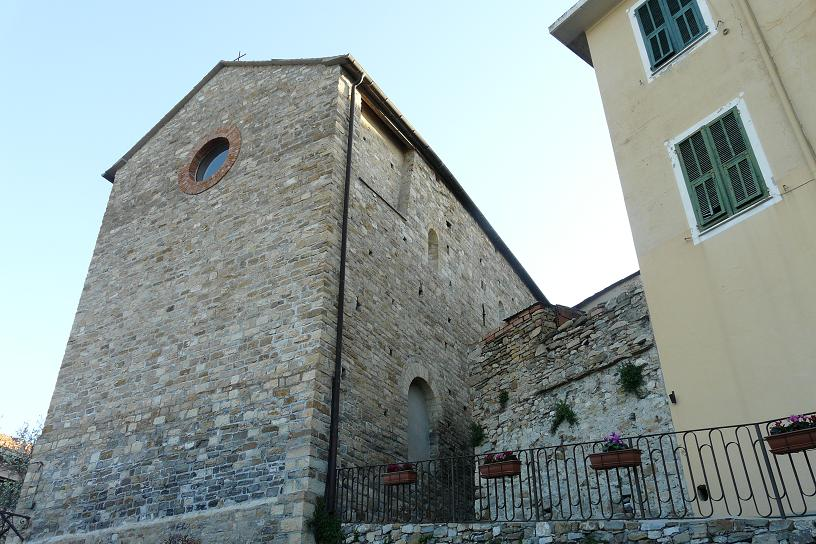
Particolare

L'impianto romanico della chiesa risalirebbe tra il XII e il XIII secolo, mentre al periodo barocco risulta l'edificazione dell'attiguo campanile. L'abside è caratterizzata da un'archeggiatura continua con peducci figurati "protome", questi ultimi tipici di altri luoghi di culto del periodo nel ponente ligure.
Altri elementi della struttura fanno riferimento al solo periodo romanico e non gotico: le monofore, gli archetti e la cornice sovrastante, la finestrella a croce del timpano e la muratura in conci di dimensioni modeste.
Il restauro dell'edificio iniziato nel 1986 ha permesso il ritrovamento di numerosi cicli affrescati che occupano gran parte delle pareti e che fanno della chiesa uno dei cantieri pittorici più interessanti dell'imperiese.Secondo il Manfredini, l'affresco più antico è il san Cristoforo, caratterizzata da un posa frontale, fissa e immobile, che ricorda quelle delle icone greche e che rimanda alla stessa iconografia realizzata nella Pieve di S. Maria della Ripa a Pieve di Teco e al Cristo Pantocratore della chiesa parrocchiale di Ormea.L'affresco venne realizzato da un pittore ligure-piemontese, a cavallo tra i secoli XIV e XV, che anticipò di quasi un secolo l'opera della bottega impegnata a dipingere il ciclo della vita di Gesù e Maria, le cui scene sono ancora in gran parte visibili. Il ciclo inizia con la raffigurazione del sacrificio di San Gioacchino al tempio e termina con la Resurrezione  di Cristo in cui Gesù trionfante esce dal sepolcro con in mano lo stendardo crociato del trionfo sulla morte. Secondo il Manfredini, è da negare l'errata attribuzione degli affreschi ad Antonio da Monteregale, mentre è da ipotizzare l'attenzione verso un artista che, pur legato ancora ai legami della pittura tardogotica guarda a nuovi elementi di sperimentazione che lo portano a realizzare architetture e prospettive più vicini agli insegnamenti dei maestri del rinascimento. L'anonimo artista di Diano Castello pur essendo piemontese o ligure-piemontese, si confrontò con interesse con quella schiera di pittori lombardi operanti in Liguria nella seconda metà del Quattrocento, realizzando nell'edificio dianese un ciclo di affreschi di grande interesse stilistico.
Un'altra pittura frutto del contatto tra diverse culture figurative è il politico realizzato in una nicchia della parete destra che ricalca per stile e composizione la grande pala realizzata da Carlo Braccesco nel 1478 nel santuario di Montegrazie presso Imperia ( attualmente il polittico del Braccesco è conservato alla chiesa parrocchiale dell'Annunziata della frazione  di Montegrazie  di Imperia). Al centro dell'opera è dipinta la  Madonna in trono con bambino, mentre negli scomparti laterali sono presenti San Giovanni Battista e Santa  Chiara e nei registri superiori, al centro il Cristo in pietà, con ai lati, San Sebastiano, un Santo monaco, S.Anna Metterza, e San Nicola.
Nella chiesa sulla parete cieca opposta al presbiterio sono attualmente esposti due polittici cinquecenteschi di pregevole fattura .Il primo, una madonna con bambino al centro è attribuibile alla cerchia dei Brea, pittori operanti nella prima metà del XVI tra Liguria e contea di Nizza; il secondo a destra, Santa Lucia e Santi, si fa risalire alla cerchia di Agostino Casanova (o da Casanova), pittore operante nel Ponente ligure a cavallo tra la prima e la seconda metà del Cinquecento.